# Наумбург (Гессен)
Наумбург (нім. Naumburg) — місто в Німеччині, знаходиться в землі Гессен. Підпорядковується адміністративному округу Кассель. Входить до складу району Кассель.
Площа — 66,29 км2. Населення становить 5003 ос. (станом на 31 грудня 2020).